# Mahalon
Mahalon (tiếng Breton: Mahalon) là một xã của tỉnh Finistère, thuộc vùng Bretagne, miền tây bắc Pháp.

## Dân số
Người dân ở Mahalon được gọi là Mahalonnais.